# Bálazs Szirányi
Balázs Márton Szirányi Somogyi (nacido el 10 de enero de 1983 en Budapest, Hungría) es un jugador de waterpolo español. Disputó los Juegos Olímpicos de Londres 2012 y de Río de Janeiro 2016 con España, obteniendo un sexto y séptimo puesto, respectivamente. Actualmente juega para el Barceloneta.

## Participaciones en Juegos Olímpicos
- Londres 2012, puesto 6.
- Río de Janeiro 2016, puesto 7.

## Clubes
| Temporada | Club        | Club    |
| --------- | ----------- | ------- |
| 2000-2004 | Ferencváros | Hungría |
| 2004-2007 | Mataró      | España  |
| 2007-2011 | Barcelona   | España  |
| 2011-2012 | Real Canoe  | España  |
| 2012-     | Barceloneta | España  |

## Palmarés

### Club
- Liga: 4

Barceloneta: 2012-13, 2013-14, 2014-15, 2015-16
- Copa de España: 4

Barceloneta: 2012-13, 2013-14, 2014-15, 2015-16
- Supercopa de España: 2

Barceloneta: 2013, 2014
- Liga de Campeones: 1

Barceloneta: 2013-14